# Hiperjądro
Hiperjądro – typ jądra atomowego, w którym co najmniej jeden nukleon został zastąpiony hiperonem. Typowy czas życia takiego jądra jest mniejszy niż 10−10 sekundy. Najczęstszym przypadkiem hiperjąder są jądra z hiperonem Λ i z Σ{\displaystyle {}^{-}.}
Hiperjądra po raz pierwszy w 1952 roku zaobserwowali profesorowie Marian Danysz i Jerzy Pniewski z Instytutu Fizyki Doświadczalnej Wydziału Fizyki Uniwersytetu Warszawskiego.
Dzięki temu, że hiperony posiadają inne liczby kwantowe niż „zwykła materia” (niezerową dziwność), właściwości hiperjąder są inne niż zwykłych jąder o tej samej liczbie barionowej; na przykład stan podstawowy jądra {\displaystyle _{\Lambda }^{5}{\mbox{He}}} przypomina bardziej stan 4He niż wysoce niestabilnego 5He i ulega rozpadowi tylko ze względu na nietrwałość hiperonu lambda.
Atom, w którym rolę jądra pełni hiperjądro, jest nazywany hiperatomem. (Hiperatom to również atom egzotyczny, w którym jeden z elektronów jest zastąpiony hiperonem.)
Rozważa się też hiperjądra zawierające kwark powabny i kwark denny.